# Glamoured
Glamoured är ett musikalbum från 2003 av den amerikanska jazzsångaren Cassandra Wilson.

## Låtlista
1. Fragile (Sting) – 4:37
2. Sleight of Time (Cassandra Wilson) – 4:12
3. I Want More (Fabrizio Sotti/Cassandra Wilson) – 4:21
4. If Loving You Is Wrong (Homer Banks/Carl Hampton/Raymond Jackson) – 5:29
5. Lay Lady Lay (Bob Dylan) – 5:08
6. Crazy (Willie Nelson) – 3:02
7. What Is It? (Cassandra Wilson) – 3:19
8. Heaven Knows (Cassandra Wilson) – 5:06
9. Honey Bee (Muddy Waters) – 4:48
10. Broken Drum (Cassandra Wilson) – 4:14
11. On This Train (Fabrizio Sotti/Cassandra Wilson) – 4:37
12. Throw It Away (Abbey Lincoln) – 4:36

## Medverkande
- Cassandra Wilson – sång, gitarr
- Terri Lyne Carrington – trummor
- Jeff Haynes – slagverk
- Calvin "Fuzz" Jones – bas
- Gregoire Maret – munspel
- Herlin Riley – trummor, tvättbräda
- Brandon Ross – banjo, gitarr
- Fabrizio Sotti – gitarr
- Reginald Veal – bas